# Eduard Hausmann
Eduard Hausmann (30. října 1870 Nová Ves – 5. března 1930 Praha) byl československý politik německé národnosti a meziválečný poslanec Národního shromáždění za Německou sociálně demokratickou stranu dělnickou v ČSR.

## Biografie
Narodil se v Nové Vsi (Neundorf) v okrese Liberec. Působil jako odborový funkcionář. Byl předsedou Svazu stavebních dělníků a z titulu této funkce i členem Německého odborového svazu. Roku 1919 se stal členem DSAP. Podle údajů k roku 1920 byl profesí tajemníkem v Liberci.
V parlamentních volbách v roce 1920 získal za Německou sociálně demokratickou stranu dělnickou v ČSR (DSAP) mandát v Národním shromáždění. Mandátu se vzdal roku 1925. Místo něj pak do sněmovny nastoupil Julius John.